# Pomatosace filicula
Pomatosace är ett monotypiskt släkte i familjen viveväxter. Den enda arten liknar grusvivorna på flera sätt och genetiska studier visar att den är en naturlig del av Androsace. En tydlig skillnad finns hos kapslarna, som inte spricker i toppen utan istället öppnas med ett avfallande lock. Bladen sitter i en platt växande rosett och är smalt parflikiga. Stjälken är kort (hälften så lång som bladen) med en flock blommor. Blommorna är vita och kronpipen åtsnörd vid mynningen. Pomatosace filicula växer i Kina på Qinghai-Xizang-platån, nordvästra Sichuan och nordöstra Xizang.